# コンカリーニョ

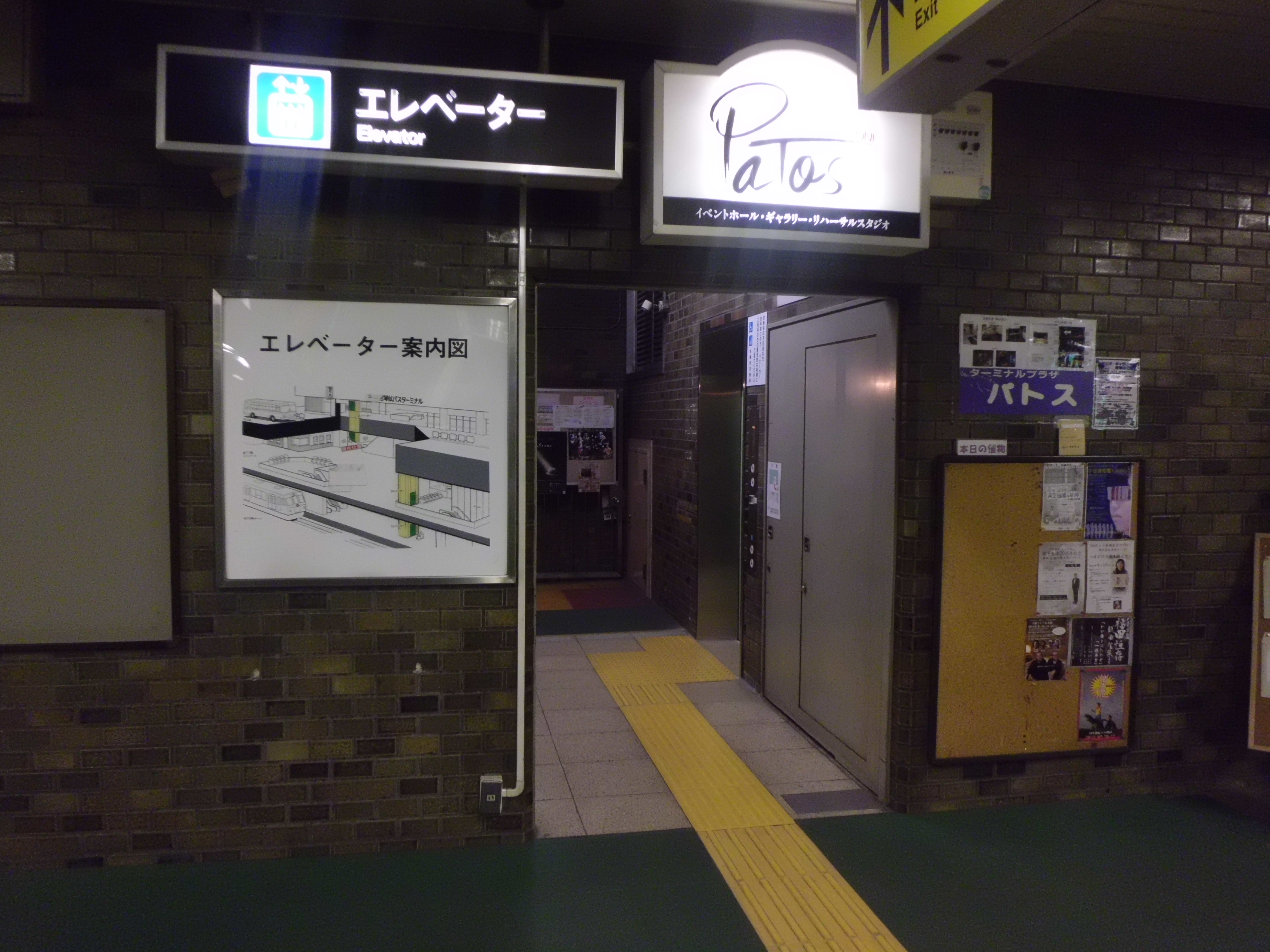
ターミナルプラザことにパトス

コンカリーニョ（Con Carino、スペイン語では “con cariño” となるが、ñではなくnを使うのが正式名称）は、北海道札幌市西区にある、劇場も兼ねた生活支援型文化施設および、その運営団体NPOの名称である。

## 概要
建物の『コンカリーニョ』は、主として、演劇公演が多く行われている場である。フラメンコダンスの公演も行っている。プロレス興行も行っている。
なお、運営は、NPO法人コンカリーニョが行っている。理事長は斉藤千鶴（斉藤ちず）、副理事長は橋本幸、岩嵜義純。
1995年から2002年8月まで、別の石造りの倉庫だった建物にて『コンカリーニョ』が営業していたものの、老朽化と都市再開発により、一旦2002年8月に閉鎖したが、2006年5月に活動を再開した。
『コンカリーニョ』という名は、スペイン語で「愛をこめて」という意味を持つ “con cariño” に由来する。
なお、NPOコンカリーニョは、地下鉄東西線琴似駅地下2階の地下鉄倉庫を改造した『ターミナルプラザことにパトス』も、2002年より運営している。『ことにパトス』は吉本興業札幌事務所の定例ライブ会場として使われている。

## 沿革
- 1995年、コンカリーニョが設立され、日本食品製造合資会社の石造倉庫を借り受ける[2]
- 2002年8月、当該建物使用中止により、コンカリーニョの劇場運営活動が休止となる[2]
- 2003年、NPO法人コンカリーニョを立ち上げる[2]
- 2004年、NPO法人コンカリーニョが『ターミナルプラザことにパトス』の運営を担う[3]
- 2006年5月、現在の位置で、『コンカリーニョ』が再開される

## 会員制
会員を募集している。予算的には、会費によって、『コンカリーニョ』活動の基礎が支えられている。
正会員の年会費は、10,000円である。正会員には、総会の議決権が認められている。
サポート個人会員は、年会費3,000円、サポート団体会員は、年会費20,000円である。サポート個人会員および、サポート団体会員には、総会の議決権がない。

## 所在地
コンカリーニョ
札幌市西区八軒1条西1丁目 ザ・タワープレイス1階
JR琴似駅直結
ターミナルプラザことにパトス
札幌市西区琴似1条4丁目 地下鉄琴似駅 地下2Ｆ